# عملية الحجر الرملي
عملية الحجر الرملي هي سلسلة من اختبارات الأسلحة النووية في عام 1948 حيث كانت السلسلة الثالثة من الاختبارات الأمريكية بعد عملية ترينيتي في عام 1945 وعملية تقاطع الطرق في عام 1946 وقبل عملية الحارس.

## نبذة
مثل اختبارات عملية تقاطع الطرق أجريت اختبارات عملية الحجر الرملي في منطقة المحيط الهادي. كان الغرض من الاختبارات تصميم قنابل جديدة حيث تم إجراء ثلاثة اختبارات في أبريل ومايو من عام 1948.
أدى الاختبار إلى جعل كل مكون من مكونات الأسلحة القديمة غير مرغوب بها حتى قبل إجراء الاختبار الثالث تم توقف إنتاج الأسلحة القديمة وتركزت كل الجهود على القنبلة النووية مارك 4 الجديدة والتي ستصبح أول سلاح نووي شامل الإنتاج. إن الاستخدام الأكثر كفاءة للمواد الانشطارية نتيجة لعملية الحجر الرملي سيزيد من مخزون الولايات المتحدة النووي من 56 قنبلة نووية في يونيو 1948 إلى 169 قنبلة نووية في يونيو 1949.

## الأصول
كانت الأسلحة النووية تخضع للتطوير في أثناء الحرب العالمية الثانية من خلال مشروع مانهاتن، الذي خلق شبكةً من منشآت الإنتاج، بالإضافة إلى مختبر أبحاث وتصميم الأسلحة بمختبر لوس ألاموس الوطني. طُور نوعان من القنابل: مارك 1 الولد الصغير، وهي قنبلة من نوع مدافع الانشطار النووي وتستخدم اليروانيوم 235، ومارك 3 الرجل السمين، وهي قنبلة من نوع أسلحة الانبجار النووية وتستخدم البلوتونيوم. 
لم تكن هذه الأسلحة بعيدةً عن منشأها بالمختبر. وظل هناك الكثير من العمل قبل أن تكون هذه الأسلحة هذه الأسلحة جاهزةً للإنتاج؛ للتحسين من تجميع هذه الأسلحة، وعوامل الأمان بها، وصلاحية تشغيلها، وتخزينها. كان هناك أيضًا العديد من التحسينات في أداء هذه الأسلحة، والتي اقتُرحت وأوصى بها الخبراء في أثناء الحرب، ما منع تنفيذها آنذاك تحت ضغوط تطورات الحرب. قال نوريس برادبيري، الذي حل محل روبرت أوبنهايمر في منصب مدير مختبر لوس ألاموس: «بصراحة، كنا نمتلك قنابل رديئة». 
أُنتج البلوتونيوم عن طريق تعريض اليورانيوم 238 للإشعاع داخل ثلاثة مفاعلات نووية بقدرة 250 ميغاواط في موقع هانفورد. ويتمكن العلماء نظريًا من إنتاج 0.91 غرام من البلوتونيوم لكل ميغاواط واحد في اليوم، أي ما يعادل نحو 20 كيلوغرامًا في الشهر. وعمليًا، لم يقترب الإنتاج من مثل هذا المستوى مطلقًا في عام 1945، إذ كان الإنتاج يتراوح بين 4 إلى 6 كيلوغرامات فقط في الشهر. كان قلب قنبلة الرجل البدين يحتاج إلى 6.1 كيلوغرامات من البلوتونيوم، وانشطر منها 21%. تراجع إنتاج البلوتونيوم خلال عام 1946 بسبب تضخم مهدئات النيوترون الغرافيتية الخاصة بالمفاعلات. وتُعرف هذه الظاهرة بتأثير ويغنر، نسبةً إلى مكتشفها يوجين ويغنر العالم بمشروع مانهاتن.
كانت هذه المفاعلات مطلوبةً أيضًا في إنتاج البولونيوم 210، عن طريق تعريض البزموت 209 للإشعاع، وكان البولونيوم يستخدم في بادئات التفاعل، وهو أحد أهم المكونات بالأسلحة النووية. واحتاج العلماء إلى تعريض 62 كيلوغرامًا من البزموت 209 للإشعاع مدة مئة يوم لإنتاج 600 كوري من البولونيوم 210، أي أكثر من 132  ملليغرامًا بقليل. ويجب أن يظل أحد المفاعلات على الأقل يعمل بشكل مستمر بسبب زمن عمر النصف للبولونيوم 210 الذي يبلغ 138 يومًا فقط. وبالتالي، أُغلقت أقدم وحدة بهذه المفاعلات، وهو المفاعل بي، حتى يكون متاحًا للاستخدام في المستقبل. واستغرقت دراسة هذه المشكلة أغلب أوقات عام 1946 قبل أن يجد العلماء حلًا لها.
اشتُق اليورانيوم 235 من تخصيب اليورانيوم الطبيعي بمجمع الأمن القومي Y-12 والموقع K-25 بمدينة أوك ريدج في ولاية تينيسي. أدت التطورات في العمليات والطرق الكهرومغناطيسية والغازية لفصل النظائر بين أكتوبر عام 1945 ويونيو عام 1946 إلى زيادة في الإنتاج بنحو 69 كيلوغرامًا من اليورانيوم 235 في الشهر، وكان هذا الإنتاج كافيًا فقط لبناء قنبلة واحدة من قنابل الولد الصغير المدمرة. كانت قنبلة الرجل البدين أعلى كفاءةً من الولد الصغير بنحو 17.5 مرةً، ولكن يمكن لطن اليورانيوم الخام أن ينتج كمية من اليورانيوم 235 تصل إلى ثمانية أضعاف كمية البلوتونيوم المنتَجة، وعند المقارنة بينهما، نجد أن تكلفة إنتاج الغرام الواحد من البلوتونيوم أعلى بنحو أربع إلى ثماني مرات من تكلفة إنتاج غرام اليورانيوم 235، والتي تصل الآن إلى 26 دولار أمريكي لكل غرام واحد تقريبًا.

## العمليات
سُمي كل تفجير من تفجيرات هذه العملية باسم رمزي خاص به، تمامًا مثل عملية تقاطع الطرق، واتُخذ هذا الاسم الرمزي من الأحرف الصوتية المشتركة بين الجيش والبحرية. استخدمت جميع التفجيرات المجسمات المعدلة للقنبلة مارك 3، وفُجرت أعلى أبراج بارتفاع 61 مترًا. كانت هناك مشكلة بخصوص موعد هذه التفجيرات؛ إذ تحتاج أجهزة قياس أشعة غاما إلى الظلام حتى تعمل، ولكن كان ضوء النهار ضروريًا للتحكم في الطائرات دون طيار من طراز بوينغ بي 17 القلعة الطائرة، والتي كانت ستأخذ عينات من السحب لفحصها. وللوصول إلى حل وسط لهذه المشكلة، نُفذت تفجيرات عملية الحجر الرملي قبل الفجر بفترة قليلة.